# Ducesa Sofia Charlotte de Oldenburg
Ducesa Sofia Charlotte de Oldenburg (2 februarie 1879 – 29 martie 1964) a fost membră a Casei de Holstein-Gottorp. A fost singurul copil al lui Frederic Augustus al II-lea, Mare Duce de Oldenburg și a primei soții a acestuia, Prințesa Elisabeta Anna a Prusiei, care a ajuns la vârsta adultă.
Sofia Charlotte ("Lotte") este cel mai bine cunoscută pentru mariajul ei nefericit și mediatizat cu Prințul Eitel Friedrich, al doilea fiu al împăratului Wilhelm al II-lea al Germaniei. Mai târziu, căsătoria s-a terminat prin divorț; Sofia Charlotte se va recăsători câțiva ani mai târziu cu Harald van Hedemann, un fost ofițer de poliție.